# Miletus zeuxis
Miletus zeuxis är en fjärilsart som beskrevs av Otto Staudinger. Miletus zeuxis ingår i släktet Miletus och familjen juvelvingar. Inga underarter finns listade i Catalogue of Life.